# Pucará de Saxamar
El Pucará de Saxamar es un monumento histórico de carácter arqueológico localizado en la localidad de Saxamar, ubicada en la comuna de Putre, Región de Arica y Parinacota, Chile. Se ubica a 6 km u 8 km al oeste de Tignamar, en la confluencia de los ríos Tignamar y Saxamar.
Pertenece al conjunto de monumentos nacionales de Chile desde el año 1983 en virtud del Decreto supremo 83 del 19 de enero del mismo año; se encuentra en la categoría «Monumentos Históricos».

## Historia

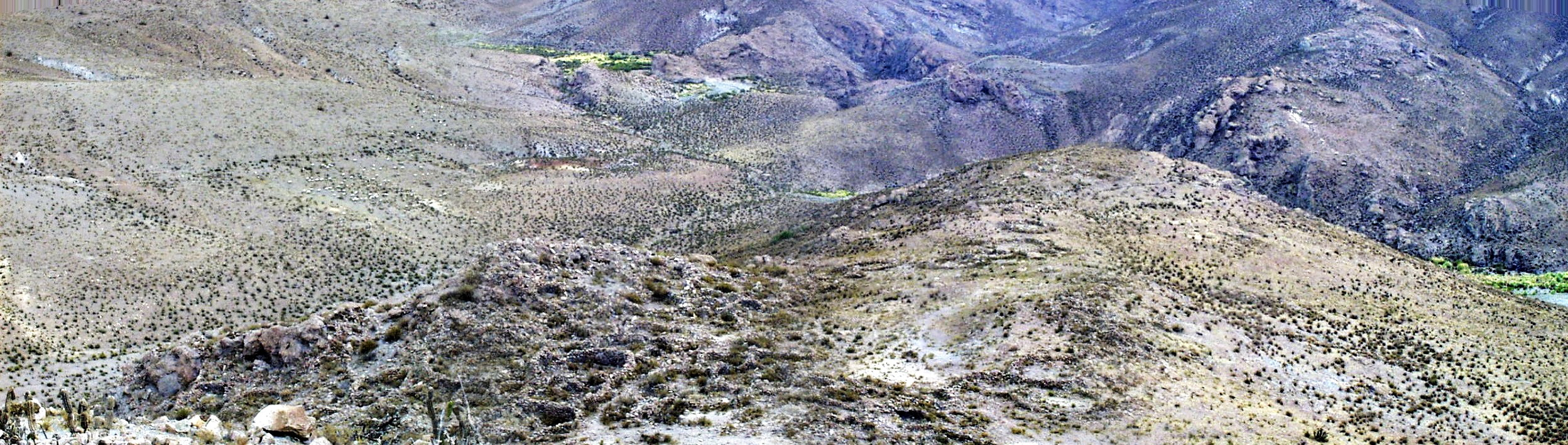
Vista panorámica del Pucará de Saxamar.

El pucará —del quechua fortaleza o cerro fortificado— es una construcción prehispánica en piedra ubicada en el área de Belén-Tignamar.
A través de datación por termoluminiscencia, se ha determinado que su edificación se remontaría al año 1325 ± 70 d. C. aproximadamente, aunque también se ha esgrimido que su construcción puede remitirse al siglo XII. El pucará cuenta «con un sector en ladera, un muro perimetral incompleto y cerca de 200 estructuras aisladas de planta circular».